# إبراهيم خليل السلوم
إبراهيم خليل السلوم هو من شعراء الشعر الشعبي (المحكي) في المهجر , ولد سنة 1870.م في بلدة خبب في حوران بجنوب سوريا. وقد عرف بالذكاء الفطري الذي ميّزه عن أبناء جيله منذ نعومة أظفاره، حيث كان يقول الشعر ارتجاليا مع أنه أميا .

## مسيرته
هاجر إبراهيم سلوم إلى البرازيل عام 1900 و بقي فترة وعاد بعدها ثم عاد و هاجر مرة أخرى إلى البرازيل عام 1920 وبقي فيها حتى وفاته سنة 1936.م تاركا خلفه المئات من القصائد التي ما زال يردده أهل بلدته خبب و بعض المناطق في حوران في الافراح و الكثير من المناسبات.